# Sellia Marina
Sellia Marina es una localidad italiana de la provincia de Catanzaro, región de Calabria, con 6.129 habitantes.

## Evolución demográfica
| Gráfica de evolución demográfica de Sellia Marina entre 1861 y 2001 |
|                                                                     |
| Fuente ISTAT - Elaboración gráfica por parte de Wikipedia           |